# The Armenian Review
The Armenian Review est une revue scientifique américaine consacrée à l'arménologie. Elle est publiée deux fois par an à Watertown depuis 1948.